# Erik Israelsson
Erik Israelsson (Lindsdal, 25 februari 1989) is een voormalig Zweeds voetballer die doorgaans als middenvelder speelde. 

## Carrière
In 2006 kwam Israelsson onder contract bij Kalmar FF. De middenvelder werd overgenomen van Lindsdals IF. In Kalmar speelde Israelsson eerst twee seizoenen in de jeugdopleiding, alvorens hij in 2008 zijn debuut maakte in de hoofdmacht. Vanaf het seizoen 2010 was Israelsson in het merendeel van de wedstrijden van Kalmar FF verzekerd van een basisplaats.
In de seizoenen 2014 tot en met 2016 speelde Israelsson voor Hammarby IF.
In januari 2017 vertrok hij naar PEC Zwolle. In het seizoen 2018/19 werd hij uitgeleend aan het Noorse Vålerenga IF.
Op 16 maart 2020 werd bekend dat Israelsson terugkeerde naar Kalmar FF. Tijdens het seizoen 2022 zette hij een punt achter zijn carrière, na aanhoudend blessureleed.

## Carrièrestatistieken
| Seizoen                        | Club            | Land            | Competitie      | Competitie | Competitie | Beker | Beker | Internationaal | Internationaal | Overig | Overig | Totaal | Totaal |
| Seizoen                        | Club            | Land            | Competitie      | Wed.       | Dlp.       | Wed.  | Dlp.  | Wed.           | Dlp.           | Wed.   | Dlp.   | Wed.   | Dlp.   |
| ------------------------------ | --------------- | --------------- | --------------- | ---------- | ---------- | ----- | ----- | -------------- | -------------- | ------ | ------ | ------ | ------ |
| 2008                           | Kalmar FF       | Zweden          | Allsvenskan     | 3          | 0          | 0     | 0     | 0              | 0              | 0      | 0      | 3      | 0      |
| 2009                           | Kalmar FF       | Zweden          | Allsvenskan     | 3          | 0          | 0     | 0     | 1              | 1              | 0      | 0      | 4      | 1      |
| 2010                           | Kalmar FF       | Zweden          | Allsvenskan     | 24         | 2          | 4     | 2     | 0              | 0              | 0      | 0      | 28     | 4      |
| 2011                           | Kalmar FF       | Zweden          | Allsvenskan     | 26         | 7          | 5     | 3     | 6              | 3              | 0      | 0      | 37     | 13     |
| 2012                           | Kalmar FF       | Zweden          | Allsvenskan     | 26         | 4          | 3     | 0     | 0              | 0              | 0      | 0      | 29     | 4      |
| 2013                           | Kalmar FF       | Zweden          | Allsvenskan     | 7          | 0          | 1     | 0     | 6              | 1              | 0      | 0      | 14     | 1      |
| 2014                           | Hammarby IF     | Zweden          | Superettan      | 25         | 4          | 4     | 0     | 0              | 0              | 0      | 0      | 29     | 4      |
| 2015                           | Hammarby IF     | Zweden          | Allsvenskan     | 22         | 6          | 0     | 0     | 0              | 0              | 0      | 0      | 22     | 6      |
| 2016                           | Hammarby IF     | Zweden          | Allsvenskan     | 29         | 10         | 6     | 1     | 0              | 0              | 0      | 0      | 35     | 11     |
| 2016/17                        | PEC Zwolle      | Nederland       | Eredivisie      | 5          | 1          | 0     | 0     | 0              | 0              | 0      | 0      | 5      | 1      |
| 2017/18                        | PEC Zwolle      | Nederland       | Eredivisie      | 12         | 0          | 2     | 0     | 0              | 0              | 0      | 0      | 14     | 0      |
| 2018/19                        | → Vålerenga IF  | Noorwegen       | Eliteserien     | 15         | 0          | 1     | 0     | 0              | 0              | 0      | 0      | 13     | 0      |
| 2019/20                        | Vålerenga IF    | Noorwegen       | Eliteserien     | 1          | 0          | 2     | 0     | 0              | 0              | 0      | 0      | 3      | 0      |
| 2020                           | Kalmar FF       | Zweden          | Allsvenskan     | 18         | 3          | 0     | 0     | 0              | 0              | 0      | 0      | 18     | 3      |
| 2021                           | Kalmar FF       | Zweden          | Allsvenskan     | 9          | 1          | 0     | 0     | 0              | 0              | 0      | 0      | 9      | 1      |
| 2022                           | Kalmar FF       | Zweden          | Allsvenskan     | 7          | 0          | 0     | 0     | 0              | 0              | 0      | 0      | 7      | 0      |
| Carrière totaal                | Carrière totaal | Carrière totaal | Carrière totaal | 232        | 38         | 28    | 6     | 13             | 5              | 0      | 0      | 275    | 49     |
| Bijgewerkt t/m 8 november 2022 |                 |                 |                 |            |            |       |       |                |                |        |        |        |        |

## Interlandcarrière
Zweden onder 21
Op 5 februari 2008 debuteerde Israelsson voor Zweden -21 in een vriendschappelijke wedstrijd tegen Oekraine -21 (0-2).
| Interlands van Erik Israelsson | Interlands van Erik Israelsson | Interlands van Erik Israelsson | Interlands van Erik Israelsson | Interlands van Erik Israelsson | Interlands van Erik Israelsson |
| №                              | Datum                          | Wedstrijd                      | Uitslag                        | Soort Wedstrijd                | Doelpunten                     |
| Als speler bij Kalmar FF       | Als speler bij Kalmar FF       | Als speler bij Kalmar FF       | Als speler bij Kalmar FF       | Als speler bij Kalmar FF       | Als speler bij Kalmar FF       |
| ------------------------------ | ------------------------------ | ------------------------------ | ------------------------------ | ------------------------------ | ------------------------------ |
| 1.                             | 5 februari 2008                | Oekraïne – Zweden              | 0 – 1                          | Vriendschappelijk              | 0                              |

Zweden onder 19
Op 22 augustus 2006 debuteerde Israelsson voor Zweden -19 in een vriendschappelijke wedstrijd tegen Hongarije -19 (2-1).
| Interlands van Erik Israelsson | Interlands van Erik Israelsson | Interlands van Erik Israelsson | Interlands van Erik Israelsson | Interlands van Erik Israelsson | Interlands van Erik Israelsson |
| №                              | Datum                          | Wedstrijd                      | Uitslag                        | Soort Wedstrijd                | Doelpunten                     |
| Als speler bij Kalmar FF       | Als speler bij Kalmar FF       | Als speler bij Kalmar FF       | Als speler bij Kalmar FF       | Als speler bij Kalmar FF       | Als speler bij Kalmar FF       |
| ------------------------------ | ------------------------------ | ------------------------------ | ------------------------------ | ------------------------------ | ------------------------------ |
| 1.                             | 22 augustus 2006               | Hongarije – Zweden             | 1 – 2                          | Vriendschappelijk              | 0                              |
| 2.                             | 23 augustus 2006               | Noorwegen – Zweden             | 0 – 1                          | Vriendschappelijk              | 0                              |
| 3.                             | 25 augustus 2006               | Zweden – Tsjechië              | 0 – 2                          | Vriendschappelijk              | 0                              |
| 4.                             | 26 augustus 2006               | Zweden – Polen                 | 0 – 2                          | Vriendschappelijk              | 0                              |
| 5.                             | 21 augustus 2007               | België – Zweden                | 1 – 1                          | Vriendschappelijk              | 0                              |
| 6.                             | 23 augustus 2007               | België – Zweden                | 1 – 5                          | Vriendschappelijk              | 0                              |
| 7.                             | 11 september 2007              | Zweden – Turkije               | 2 – 2                          | Vriendschappelijk              | 0                              |
| 8.                             | 13 september 2007              | Zweden – Turkije               | 0 – 0                          | Vriendschappelijk              | 0                              |
| 9.                             | 12 oktober 2007                | Zweden – Finland               | 2 – 0                          | Kwalificatie EK –19            | 0                              |
| 10.                            | 14 oktober 2007                | Zweden – Macau                 | 3 – 1                          | Kwalificatie EK –19            | 0                              |
| 11.                            | 17 oktober 2007                | Israël – Zweden                | 1 – 0                          | Kwalificatie EK –19            | 0                              |
| 12.                            | 25 maart 2008                  | Slowakije – Zweden             | 0 – 2                          | Vriendschappelijk              | 0                              |
| 13.                            | 26 mei 2008                    | Italië – Zweden                | 2 – 0                          | Kwalificatie EK –19            | 0                              |
| 14.                            | 28 mei 2008                    | Zweden – Frankrijk             | 1 – 2                          | Kwalificatie EK –19            | 0                              |
| 15.                            | 31 mei 2008                    | Zwitserland – Zweden           | 4 – 1                          | Kwalificatie EK –19            | 0                              |

Zweden onder 17
Op 21 februari 2006 debuteerde Israelsson voor Zweden -17 in een vriendschappelijke wedstrijd tegen Duitsland -17 (1-3).
| Interlands van Erik Israelsson | Interlands van Erik Israelsson | Interlands van Erik Israelsson | Interlands van Erik Israelsson | Interlands van Erik Israelsson | Interlands van Erik Israelsson |
| №                              | Datum                          | Wedstrijd                      | Uitslag                        | Soort Wedstrijd                | Doelpunten                     |
| Als speler bij Kalmar FF       | Als speler bij Kalmar FF       | Als speler bij Kalmar FF       | Als speler bij Kalmar FF       | Als speler bij Kalmar FF       | Als speler bij Kalmar FF       |
| ------------------------------ | ------------------------------ | ------------------------------ | ------------------------------ | ------------------------------ | ------------------------------ |
| 1.                             | 21 februari 2006               | Duitsland – Zweden             | 3 – 1                          | Vriendschappelijk              | 0                              |
| 2.                             | 23 februari 2006               | Duitsland – Zweden             | 2 – 0                          | Vriendschappelijk              | 0                              |
| 3.                             | 26 maart 2006                  | Zweden – Oekraïne              | 1 – 1                          | Kwalificatie EK –17            | 0                              |
| 4.                             | 30 maart 2006                  | Zweden – Hongarije             | 0 – 4                          | Kwalificatie EK –17            | 0                              |

## Erelijst
Met  Kalmar FF
| Competitie    | Winnaar | Winnaar | Runner-up | Runner-up |
| Competitie    | Aantal  | Jaren   | Aantal    | Jaren     |
| ------------- | ------- | ------- | --------- | --------- |
| Nationaal     |         |         |           |           |
| Landskampioen | 1x      | 2008    |           |           |
| Supercupen    | 1x      | 2009    |           |           |

Met  Hammarby IF
| Competitie | Winnaar | Winnaar | Runner-up | Runner-up |
| Competitie | Aantal  | Jaren   | Aantal    | Jaren     |
| ---------- | ------- | ------- | --------- | --------- |
| Nationaal  |         |         |           |           |
| Superettan | 1x      | 2014    |           |           |